# 1257.
◄ | 12. stoljeće | 13. stoljeće | 14. stoljeće | ►
◄ | 1220-ih | 1230-ih | 1240-ih | 1250-ih | 1260-ih | 1270-ih | 1280-ih | ►
◄◄ | ◄ | 1254. | 1255. | 1256. | 1257. | 1258. | 1259. | 1260. | ► | ►►
Arhitektura • Astronomija • Glazba • Knjige • Književnost • Kršćanstvo • Medicina • Pravo • Promet • Znanost

## Smrti
- Hijacint, svetac

## Vanjske poveznice
|  | Zajednički poslužitelj ima još gradiva o temi 1257. |